# Run Run
Run Run is de vierde single van de Nederlandse zangeres Sharon Doorson, afkomstig van haar debuutalbum Killer.
Op 26 oktober 2013 kwam het nummer binnen in de Nederlandse Top 40

## Hitnoteringen
| Hitnotering: 25-10-2013 t/m 09-11-2013 | Hitnotering: 25-10-2013 t/m 09-11-2013 | Hitnotering: 25-10-2013 t/m 09-11-2013 | Hitnotering: 25-10-2013 t/m 09-11-2013 | Hitnotering: 25-10-2013 t/m 09-11-2013 |
| Week:                                  | 1                                      | 2                                      | 3                                      |                                        |
| -------------------------------------- | -------------------------------------- | -------------------------------------- | -------------------------------------- | -------------------------------------- |
| Positie:                               | 34                                     | 31                                     | 40                                     | uit                                    |

| Hitnotering: 05-10-2013 t/m 02-11-2013 | Hitnotering: 05-10-2013 t/m 02-11-2013 | Hitnotering: 05-10-2013 t/m 02-11-2013 | Hitnotering: 05-10-2013 t/m 02-11-2013 | Hitnotering: 05-10-2013 t/m 02-11-2013 | Hitnotering: 05-10-2013 t/m 02-11-2013 | Hitnotering: 05-10-2013 t/m 02-11-2013 | Hitnotering: 05-10-2013 t/m 02-11-2013 |
| Week:                                  | 1                                      | 2                                      | 3                                      | 4                                      | 5                                      |                                        |                                        |
| -------------------------------------- | -------------------------------------- | -------------------------------------- | -------------------------------------- | -------------------------------------- | -------------------------------------- | -------------------------------------- | -------------------------------------- |
| Positie:                               | 48                                     | 53                                     | 53                                     | 56                                     | 90                                     | uit                                    |                                        |